# Stengöl (Dalhems socken, Småland)
Stengöl är en sjö i Västerviks kommun i Småland och ingår i Storåns huvudavrinningsområde. Sjön är 8 meter djup, har en yta på 0,045 kvadratkilometer och befinner sig 130 meter över havet.